# Browning М1919
Browning M1919 — версія кулемета Browning M1917 з повітряним охолодженням ствола. Прийнята на озброєння Армії США в 1919 році.

## Історія
Кулемет M1919 був прийнятий на озброєння після Першої світової війни й використовувався армією США у Другій світовій, Корейській війні та війні у В'єтнамі.
З початку 1960-х років, після прийняття на озброєння більш досконалого єдиного кулемета М60 «браунінги» почали поступово знімати з озброєння американської армії, хоча офіційно вони перебували на озброєнні армії США до 1970-х років.
Значна кількість кулеметів М1919 в 1940-1970-і роки було передано США дружнім країнам за програмами військової допомоги: зокрема, в Японію, Південну Корею, Південний В'єтнам і країни Латинської Америки.

## Характеристики
Маса без патронів: на станку М2 — 20,4 кг, без станка — 14 кг. Робота автоматики — відбій ствола з коротким ходом, запирання клинове, патрон .30-06 (7,62×63 мм), темп стрільби 500 пострілів/хв, прицільна дальність 1,370 м, місткість стрічки 250 набоїв. Довжина ствола 609 мм. Загальна довжина 1219 мм (А4), 1346 мм (А6).
Стрічка подається зліва, екстрактор виймає стріляні гільзи вниз. Швидкої заміни ствола в бойових умовах не передбачалося, оскільки після кожної зміни ствола кулемет потребував регулюванню зазору між казенною частиною ствола і дзеркалом затвора.